# 孔福
孔福（？—？），孔子十四代孙，孔霸长子，孔捷、孔喜、孔光之兄。
孔霸于初元元年（前48年）得到关内侯食邑，他上书汉元帝请求为孔子奉献祭祀。汉元帝下诏说：“准许老师褒成君关内侯孔霸以自己的食邑八百户的租税祭祀孔子。”孔霸便将孔福的户籍归还鲁县，由他供奉孔子祭祀。孔霸去世后，孔福继承褒成君的爵位。孔福去世后，由其子孔房继承褒成君。